# Hudiesaurus sinojapanorum
Lo hudiesauro (Hudiesaurus sinojapanorum) è un dinosauro erbivoro appartenente ai sauropodi. Visse nel Giurassico superiore (Titoniano, circa 150 milioni di anni fa) e i suoi resti sono stati ritrovati in Cina. È considerato uno dei più grandi dinosauri asiatici.

## Descrizione
I resti di Hudiesaurus sono altamente incompleti, e constano soprattutto di un'enorme vertebra (altezza 76 centimetri) e in una zampa anteriore praticamente completa, trovata non in associazione con la vertebra. Questi resti, in ogni caso, hanno permesso di ricostruire un sauropode di enormi dimensioni, lungo forse 30 metri, forse simile a Mamenchisaurus. La vertebra possiede una spina neurale ampia e piatta, divisa da un setto a forma di U nella parte superiore. Vi era anche un processo "alato" tra la base delle postzigapofisi e il margine laterale della spina neurale. La zampa anteriore, alta 2,4 metri, era dotata di un grande artiglio sul "pollice". Sono stati ritrovati anche alcuni denti a forma di spatola, simili a quelli di Mamenchisaurus. Se davvero fosse stato simile al più noto Mamenchisaurus, questo dinosauro doveva essere dotato di un collo eccezionalmente lungo, tenuto in posizione orizzontale. 

## Classificazione
La biforcazione della parte superiore della vertebra avvicina Hudiesaurus ad altri sauropodi asiatici del Giurassico, come Euhelopus e lo stesso Mamenchisaurus, e suggerisce che queste forme possano aver rappresentato una stirpe autoctona di giganteschi dinosauri erbivori (Euhelopodidae). Hudiesaurus è stato descritto per la prima volta nel 1997, e i suoi resti sono stati rinvenuti nella formazione Kalazha nel bacino di Turpan (Regione Autonoma dello Xinjiang) in Cina. 

## Significato del nome
Il nome Hudiesaurus deriva dalla parola cinese hudie ("farfalla") e dal greco sauros ("lucertola"), con riferimento alle proiezioni "alate" delle vertebre. L'epiteto specifico, invece, si riferisce al fatto che i membri della spedizione che scoprì i resti erano cinesi e giapponesi. 